# Lawrence Naesen
Lawrence Naesen, né le 28 août 1992  à Ostende, est un ancien membre de l'équipe AG2R Citroën. Son frère, Oliver, est professionnel au sein de la formation AG2R.

## Biographie
Lawrence Naesen commence le cyclisme en 2012, à vingt ans,. En 2013, son frère aîné Oliver lui obtient une place à ses côtés dans l'équipe Van Der Vurst. En septembre 2014, il gagne ses deux premières courses, en bénéficiant de l'aide d'Olivier qui n'est pourtant alors plus son coéquipier. En 2015, Lawrence Naesen est engagé par l'équipe continentale Cibel, tandis qu'Oliver, membre de cette dernière en 2014, devient professionnel. Il remporte une étape du Tour de Liège 2015 devant Mathieu van der Poel. En 2016, il termine deuxième de la Topcompétition et décroche cinq victoires.
Il devient professionnel en 2017 au sein de l'équipe continentale professionnelle WB-Veranclassic-Aqua Protect. Il gagne trois courses du calendrier national belge et prend la troisième place du Tour des onze villes. En septembre, il est recruté par l'équipe World Tour équipe cycliste Lotto-Soudal pour deux ans
Au printemps 2018, souffrant d'une mononucléose et doit momentanément arrêter la compétition.
Fin juillet 2019, il est sélectionné pour représenter son pays aux championnats d'Europe de cyclisme sur route. Il s'adjuge à cette occasion la quatrième place du relais mixte et la trente-deuxième de la course en ligne.
Il rejoint AG2R La Mondiale en 2020. En août 2021, il prolonge son contrat avec cette équipe, devenue AG2R Citroën, jusqu'en fin d'année 2023.

## Palmarès et classements mondiaux

### Palmarès sur route
- 2014
  - Mémorial Willy de Rijck
- 2015
  - 1re étape du Tour de Liège
  - 3e du Championnat du Pays de Waes
- 2016
  - 2e de la Zuidkempense Pijl
  - 2e du Grand Prix Lucien Van Impe
  - 2e de la Topcompétition
- 2017
  - Puivelde Koerse
  - Ruddervoorde Koerse
  - Grand Prix John Hannes
  - 3e du Elfstedenronde
- 2019
  - Grote Prijs Wase Polders
  - 8e de Eschborn-Francfort

### Résultats sur les grands tours

#### Tour d'Italie
2 participations
- 2021 : 119e
- 2022 : 124e

### Classiques
Ce tableau représente les résultats de Lawrence Naesen sur les classiques auxquelles il a déjà participé au moins une fois.
| Année | Circuit Het Nieuwsblad | Strade Bianche | Milan-San Remo | Classic Bruges-La Panne | E3 Saxo Bank Classic | À travers les Flandres | Gand-Wevelgem | Tour des Flandres | Paris-Roubaix | Eschborn-Francfort | Championnat d'Europe | EuroEyes Cyclassics | Bretagne Classic | Grand Prix cycliste de Québec | Grand Prix cycliste de Montréal |
| ----- | ---------------------- | -------------- | -------------- | ----------------------- | -------------------- | ---------------------- | ------------- | ----------------- | ------------- | ------------------ | -------------------- | ------------------- | ---------------- | ----------------------------- | ------------------------------- |
| 2017  | 89e                    | -              | -              | -                       | Abandon              | Abandon                | Abandon       | -                 | -             | -                  | -                    | -                   | -                | -                             | -                               |
| 2018  | Abandon                | -              | -              | -                       | Abandon              | 91e                    | -             | -                 | -             | Abandon            | -                    | -                   | -                | -                             | -                               |
| 2019  | -                      | -              | -              | 14e                     | 71e                  | 86e                    | Abandon       | Abandon           | Abandon       | 8e                 | 32e                  | 81e                 | -                | 94e                           | Abandon                         |
| 2020  | Abandon                | Abandon        | 79e            | Abandon                 | -                    | -                      | 34e           | 35e               | -             | -                  | 74e                  | -                   | -                | -                             | -                               |
| 2021  | 26e                    | -              | -              | 25e                     | -                    | -                      | -             | -                 | -             | -                  | -                    | -                   | -                | -                             | -                               |

### Classements mondiaux
| Année                                 | 2016  | 2017 | 2018  | 2019 | 2020 | 2021 | 2022  | 2023  |
| ------------------------------------- | ----- | ---- | ----- | ---- | ---- | ---- | ----- | ----- |
| UCI World Tour                        | nc    | nc   | 396e  |      |      |      |       |       |
| Classement mondial                    | 1132e | 415e | 1712e | 255e | 279e | 505e | 1394e | 1426e |
| UCI Europe Tour                       | 770e  | 207e | 1461e | 207e | 228e | 408e | 946e  | nc    |
| UCI Asia Tour                         | nc    | nc   | 454e  |      |      |      |       |       |
|                                       |       |      |       |      |      |      |       |       |
| Légende : nc = non classéSource : UCI |       |      |       |      |      |      |       |       |